# Monastère de la Tentation
Le monastère de la Tentation, en grec moderne : Μοναστήρι του Πειρασμού, en arabe : دير القرنطل, est un monastère chrétien orthodoxe situé à trois kilomètres au nord-ouest de Jéricho, en Cisjordanie, Palestine. Il est fondé en VIe siècle durant la période byzantine et reconstruit au XIXe. Il est sous la juridiction de l'Église grecque-orthodoxe de Jérusalem. Il est situé sur le mont de la Tentation. Un téléphérique a été construit pour y accéder en l'an 2000. Il est accessible aux touristes et aux pèlerins.